# Rhacaplacarus inflatus
Rhacaplacarus inflatus är en kvalsterart som först beskrevs av Wojciech Niedbała 1984.  Rhacaplacarus inflatus ingår i släktet Rhacaplacarus och familjen Phthiracaridae. Inga underarter finns listade i Catalogue of Life.